# Justin Shorter
Justin D. Shorter (Princeton, 17 aprile 2000) è un giocatore di football americano statunitense che milita nel ruolo di tight end per i Las Vegas Raiders della National Football League (NFL). Al college ha giocato per Penn State e Florida.

## Carriera universitaria
Shorter, originario di Princeton nel New Jersey, cominciò a giocare a football nella locale South Brunswick High School.
Nel 2019 passò a giocare college football alla Università statale della Pennsylvania con i Nittany Lions che militano nella Big Ten Conference (B1G) della Divisione I della Football Bowl Subdivision (FBS) della NCAA.
Dopo due stagioni con Penn State, in cui collezionò 15 ricezioni per 157 yard senza segnare alcun touchdown, nel 2020 Shorter decise di sfruttare la possibilità di trasferirsi, scegliendo di andare all'Università della Florida con i Gators impegnati nelle Southeastern Conference (SEC) della Division I della NCAA. Con i Gators nelle successive tre stagioni fece 34 presenze con 95 ricezioni per 1 395 yard e otto touchdown.
Al termine della stagione 2022 si dichiarò per passare tra i professionisti.

### Statistiche al college
| Stagione | Stagione   | Stagione   | Stagione   | Stagione | Stagione | Ricezioni | Ricezioni | Ricezioni | Ricezioni | Ricezioni |     | Fumble | Fumble |
| Anno     | Squadra    | Campionato | Conference | P        | PT       | Ric.      | Yard      | Media     | Max       | TD        | Fmb | Persi  |        |
| -------- | ---------- | ---------- | ---------- | -------- | -------- | --------- | --------- | --------- | --------- | --------- | --- | ------ | ------ |
| 2018     | Penn State | FBS Div. I | B1G        | 4        | 0        | 3         | 20        | 6,7       | 12        | 0         | 0   | 0      |        |
| 2019     | Penn State | FBS Div. I | B1G        | 10       | 5        | 12        | 137       | 11,4      | 18        | 0         | 0   | 0      |        |
| 2020     | Florida    | FBS Div. I | SEC        | 12       | 1        | 25        | 268       | 10,7      | 46        | 3         | 1   | 1      |        |
| 2021     | Florida    | FBS Div. I | SEC        | 13       | 11       | 41        | 550       | 13,4      | 52        | 3         | 0   | 0      |        |
| 2022     | Florida    | FBS Div. I | SEC        | 9        | 9        | 29        | 577       | 19,9      | 75        | 2         | 0   | 0      |        |
| Totale   | Totale     | Totale     | Totale     | 48       | 26       | 110       | 1 552     | 14,1      | 75        | 8         | 1   | 1      |        |

Fonte: Football Database - In grassetto i record in carriera

## Carriera professionistica

### Buffalo Bills
Shorter fu scelto nel quinto giro del Draft NFL 2023, con la 150ª scelta assoluta, dai Buffalo Bills. Il 30 agosto 2023, prima dell'inizio della stagione, fu spostato in lista infortunati, dovendo quindi saltare l'intera annata.
All'inizio della successiva stagione 2024 Shorter non riuscì a rientrare nel roster attivo dei Bills e il 27 agosto 2024 fu svincolato.

### Las Vegas Raiders
Il 29 agosto 2024 Shorter firmò per la squadra di allenamento dei Las Vegas Raiders. Il 19 ottobre 2024 Shorter fu elevato nel roster attivo per la gara del settimo turno contro i Los Angeles Rams, partita in cui debuttò da professionista giocando due snap in attacco e 12 negli special team. Fu nuovamente elevato nel roster attivo per la successiva partita di settimana 8 contro i campioni in carica dei Kansas City Chiefs. Il 1º novembre 2024 fu promosso nel roster attivo.

## Statistiche

### Stagione regolare
| Stagione | Stagione | Stagione | Stagione | Ricezioni   | Ricezioni   | Ricezioni   | Ricezioni   | Ricezioni   |     | Fumble | Fumble |
| Anno     | Squadra  | P        | PT       | Ricezioni   | Ricezioni   | Ricezioni   | Ricezioni   | Ricezioni   |     | Fumble | Fumble |
| Anno     | Squadra  | P        | PT       | Ric         | Yard        | Media       | Max         | TD          | Fmb | Persi  |        |
| -------- | -------- | -------- | -------- | ----------- | ----------- | ----------- | ----------- | ----------- | --- | ------ | ------ |
| 2023     | BUF      | 0        | 0        | infortunato | infortunato | infortunato | infortunato | infortunato | -   | -      |        |
| 2024     | LV       | 3        | 0        | 0           | 0           | 0,0         | 0           | 0           | 0   | 0      |        |
| Totale   | Totale   | 3        | 0        | 0           | 0           | 0,0         | 0           | 0           | 0   | 0      |        |

Fonte: Football Database — Statistiche aggiornate alla settimana 9 della stagione 2024